# 赤いフリージア
「赤いフリージア」（あかいフリージア）は、当時ハロー!プロジェクトに属していたメロン記念日の8thシングル。2003年1月29日に発売された。

## 内容
オリコンチャート10位を獲得した。
モーニング娘。第6期オーディションの合宿時の課題曲として使われた。

## 収録曲
作詞・作曲：つんく
1. 赤いフリージア
  - 編曲：湯浅公一
2. 遠慮はなしよ!
  - 編曲：鈴木俊介
3. 赤いフリージア（Instrumental）

## 参加ミュージシャン
赤いフリージア
- プログラミング&キーボード：湯浅公一
- ギター：松尾和博
- ベース：入江太郎
- ドラム：阿部薫
- コーラス：メロン記念日・つんく

遠慮はなしよ!
- ギター&プログラミング：鈴木俊介
- ベース：スティング宮本
- ピアノ：五十嵐宏治
- トランペット：小林太
- トロンボーン：河合わかば
- アルトサックス：竹上良成
- コーラス：メロン記念日